# La Bruffière
La Bruffière är en kommun i departementet Vendée i regionen Pays de la Loire i västra Frankrike. Kommunen ligger i kantonen Montaigu som tillhör arrondissementet La Roche-sur-Yon. År 2022 hade La Bruffière 4 015 invånare.

## Befolkningsutveckling
Antalet invånare i kommunen La Bruffière
| Referens: INSEE |